# Hanane Laggoune
Hanane Laggoune, née le 28 septembre 2001, est une escrimeuse algérienne.

## Carrière
Hanane Laggoune est médaillée de bronze en épée par équipes aux Championnats d'Afrique d'escrime 2016 à Alger et aux Championnats d'Afrique d'escrime 2018 à Tunis.